# Cretáceo
| Período Cretáceo Há 145–66 milhões de anos PreЄ Є O S D C P T J K Pg N |                                               |
| |                                               |
| Teor médio de o2 atmosférico durante o período | ca. 30 Vol % (150 % do nível atual)           |
| Teor médio do CO2 atmosférico durante o período | ca. 1700 ppm (6 vezes o nível pré-industrial) |
| Temperatura média da superfície durante o período | ca. 18 °C (4 °C acima do nível atual)         |
| Período Cretáceoview • Discussão • -140 —–-130 —–-120 —–-110 —–-100 —–-90 —–-80 —–-70 —–M e s o z o i c oJurássicoC r e t á c e oPaleocenoS u p e r i o rI n f e r i o rBerriasianoValanginianoHauterivianoBarremianoAptianoAlbianoCenomanianoTuronianoConiacianoSantonianoCampanianoMaastrichtianoEventos-chave do período Cretáceo. Escala axial: milhões de anos antes do presente. |                                               |

Na escala de tempo geológico, o Cretáceo ou Cretácico é o período da era Mesozoica do éon Fanerozoico que está compreendido entre há 143,1 milhões e 66 milhões de anos, aproximadamente. O período Cretáceo sucede o período Jurássico de sua era e precede o período Paleogeno da era Cenozoica de seu éon. Divide-se nas épocas Cretáceo Inferior e Cretáceo Superior, da mais antiga para a mais recente.
O Cretácico Inferior está compreendido entre há 143,1 milhões e 100,5 milhões de anos, aproximadamente. A época Cretácea Inferior sucede a época Jurássica Superior do período Jurássico de sua era e precede a época Cretácea Superior de seu período. Divide-se nas idades Berriasiana, Valanginiana, Hauteriviana, Barremiana, Aptiana e Albiana, da mais antiga para a mais recente.
O Cretácico Superior está compreendido entre 100,5 milhões e 66 milhões de anos, aproximadamente. A época Cretácea Superior sucede a época Cretácea Inferior de seu período e precede a época Paleocena do período Paleogeno da era Cenozoica de seu éon. Divide-se nas idades Cenomaniana, Turoniana, Coniaciana, Santoniana, Campaniana e Maastrichtiana, da mais antiga para a mais recente.
Durante o Cretáceo, o clima era geralmente quente e os níveis de dióxido de carbono (CO₂) na atmosfera eram elevados, contribuindo para um efeito estufa intenso. Pesquisas recentes confirmaram que, há cerca de 135 milhões de anos, grandes erupções vulcânicas no Hemisfério Sul, conhecidas como Evento Weissert, aumentaram significativamente a concentração de CO₂, causando mudanças climáticas marcantes no Cretáceo Inferior. Além disso, as alterações na configuração dos continentes e nas concentrações de CO₂ influenciaram os gradientes de temperatura da superfície dos oceanos, especialmente nas latitudes médias, impactando a circulação oceânica e os ecossistemas marinhos.

## Fauna e flora
Durante o Cretáceo, os dinossauros alcançam seu ápice na escala evolutiva (mais da metade das espécies conhecidas viveram neste período), mas ao fim do período ocorreu a extinção em massa desses grandes répteis e de diversas espécies de animais da Terra (cerca de 60% deles foram extintos). Alguns peixes, que foram arrastados pela lama e pela areia no rescaldo de uma grande onda provocada pelo impacto de Chicxulub, são a única evidência da interação entre a vida no último dia do Cretáceo e o impacto.
A teoria mais aceita é a de que a queda de um meteoro de grandes proporções (maior e com maior massa que o Monte Everest - dimensões e massa atuais) na Península de Yucatán, no México, gerou destruição em massa, em função do impacto (extinção K-T):
- A atmosfera entrou em combustão até algumas centenas de quilômetros do local do impacto (a energia da explosão foi equivalente à energia libertada por milhares de bombas atômicas).

- Terremotos, maremotos e tsunamis na região diametralmente oposta (levando-se em consideração a ovalização da terra nos polos), no que viria a ser a Sibéria, como resultado do impacto e das ondas de choque resultantes, irrompeu um longo período de grande atividade vulcânica, incluindo a formação de supervulcões, o que culminou no escurecimento da atmosfera e na inviabilização da fotossíntese. Isso levou ao desaparecimento dos grandes herbívoros, e por consequência, dos grandes predadores; somente os pequenos animais terrestres e os animais aquáticos (na água as mudanças climáticas impactam em tempos diferentes) puderam sobreviver (inclusive os mamíferos).
- A era glacial que se seguiu, deveu-se ao "espessamento" das camadas intermediárias da atmosfera, devido às cinzas vulcânicas que evitaram a passagem do Sol e causando um resfriamento da temperatura média da Terra em alguns graus. Além disso, há a teoria de que a Terra teria se deslocado da sua órbita original em alguns milhões de quilômetros, se afastando do sol, por causa de alterações mínimas no formato de sua órbita e variações no seu eixo de rotação. A era glacial ocorre por causa das partículas de cinza vulcânica, que refletem os raios solares, antes que estes aqueçam a Terra e com isso há menos calor a ser retido pelo CO2 (dióxido de carbono).

Durante o Cretáceo há a proliferação das plantas com flores e após a extinção dos dinossauros houve a proliferação dos mamíferos placentários e surgimento da grama e das plantas rasteiras. A deriva continental seguiu determinante na especiação. Após a extinção dos dinossauros, houve e a diversificação dos mamíferos e das aves (alguns tornaram-se enormes).

## História
Em 1822 o geólogo belga D'Omalius d'Halloy deu o nome de Terrain Cretace, para determinadas rochas brancas da Bacia de Paris, e para depósitos semelhantes na Bélgica e Holanda, Inglaterra e para o leste da Suécia e Polônia. Por causa disto, posteriormente o termo "Cretáceo" veio a ser usado.  Os famosos "Precipícios Brancos" de Dover são constituídos de uma típica rocha deste período geológico, assim como outros depósitos extensos que foram sedimentados na Europa e partes da América do Norte. No caso a rocha esbranquiçada é um calcário formado por conchas de micro-organismos.

## Galerias

### Dinossauros do período

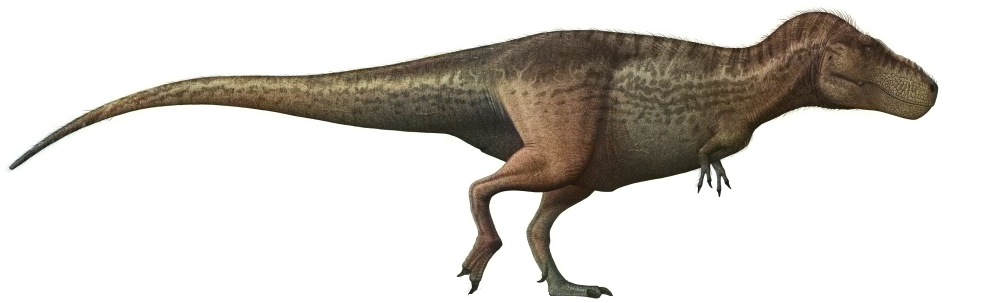
Tyrannosaurus rex um terópode
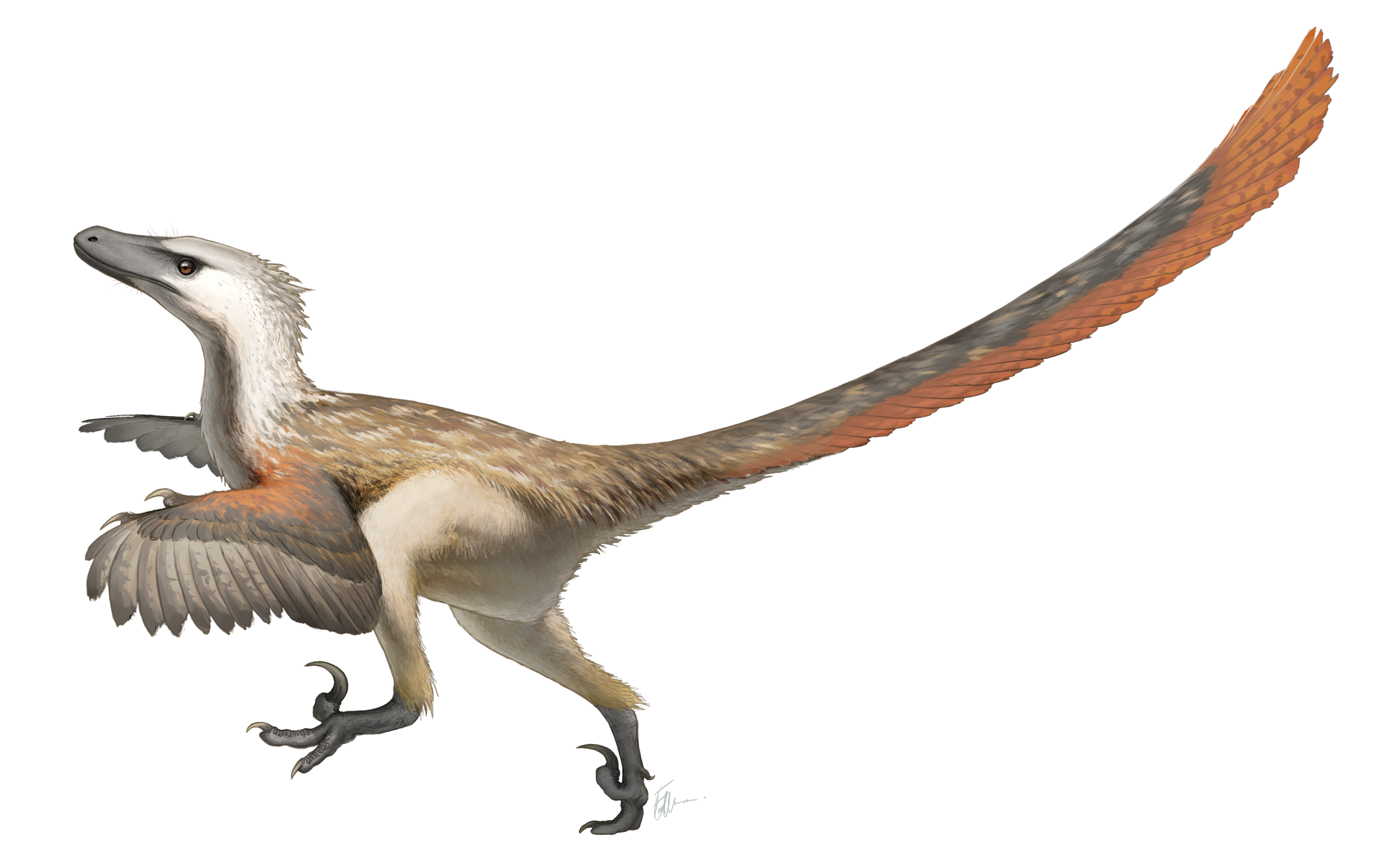
Velociraptor mongoliensis um terópode
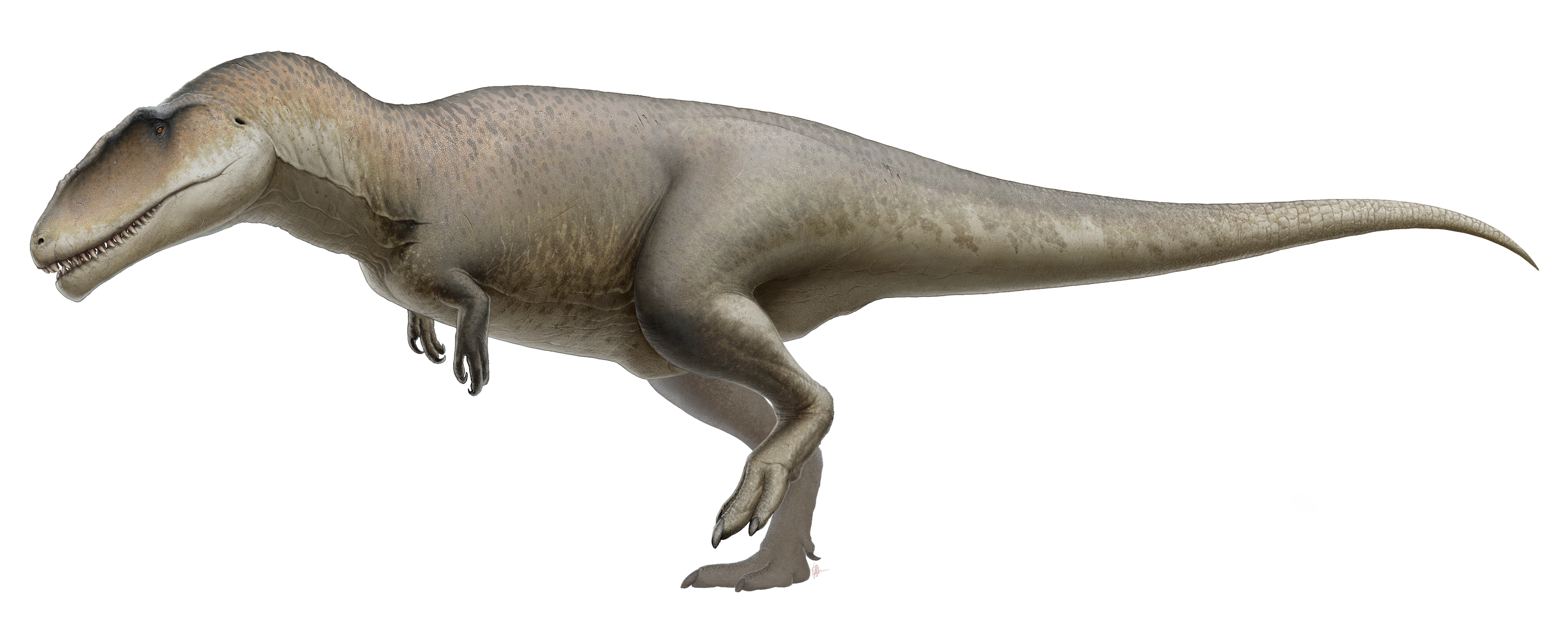
Carcharodontosaurus um terópode
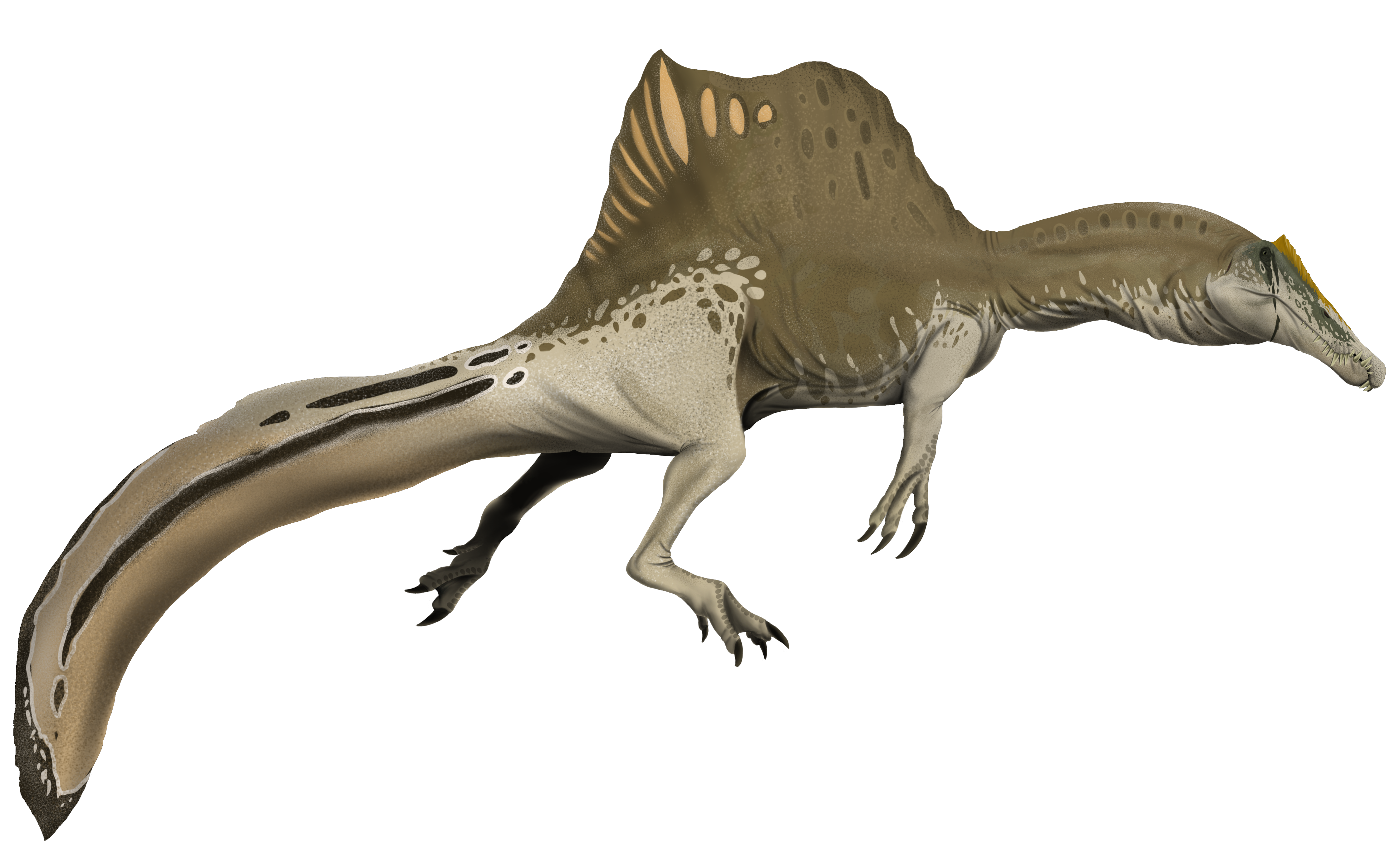
Spinosaurus um terópode
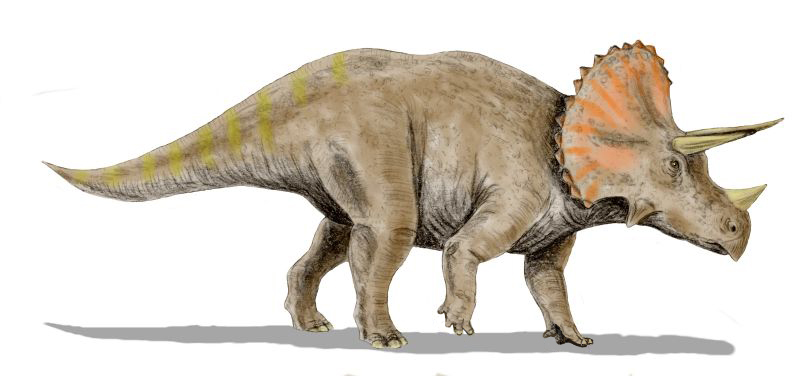
Triceratops horridus um ceratopsídeo
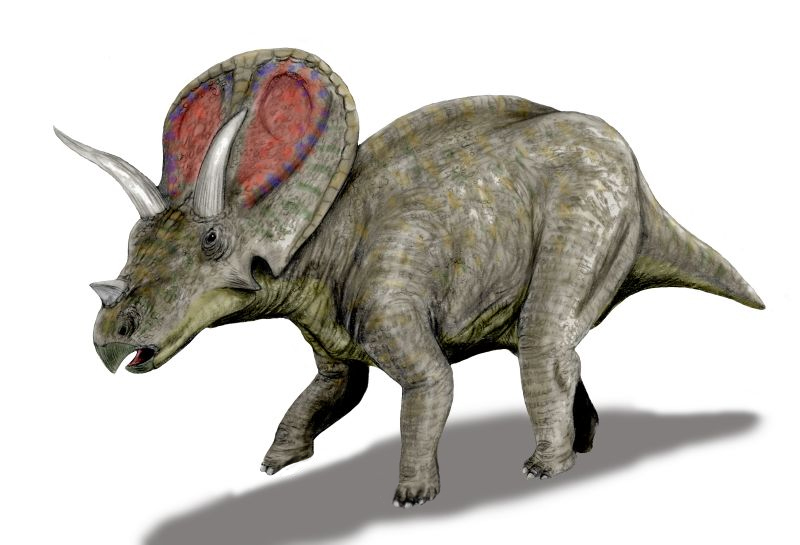
Torossauro um ceratopsídeo
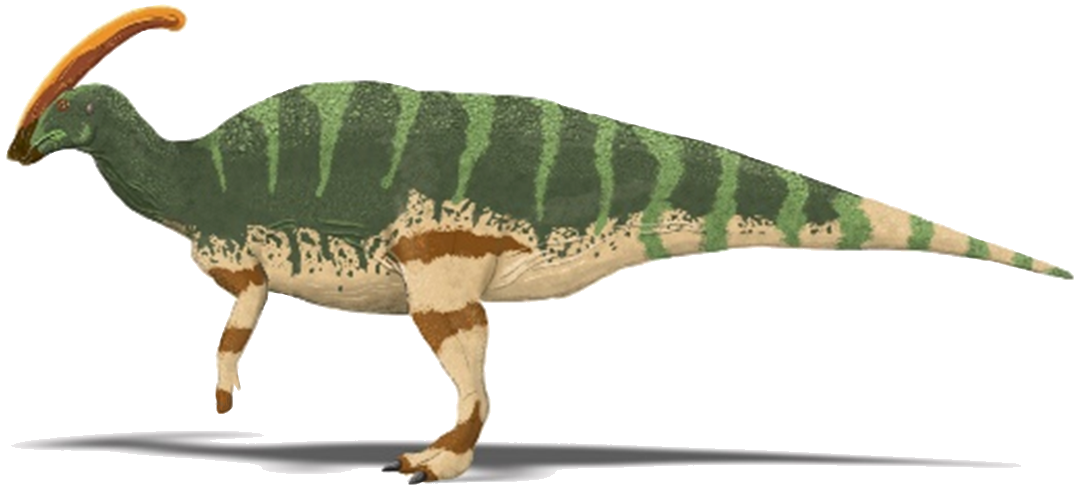
Parasaurolophus walkeri um ornitópode
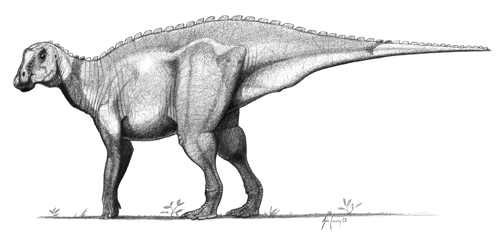
Gryposaurus um ornitópode
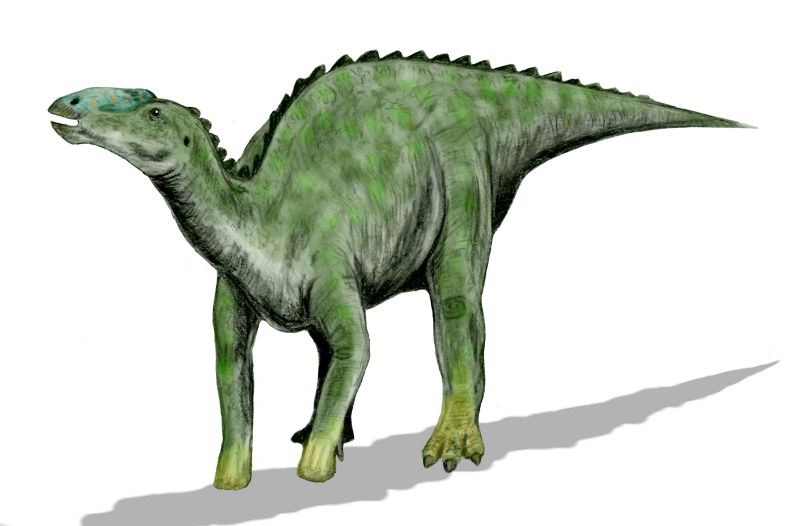
Kritosaurus um ornitópode
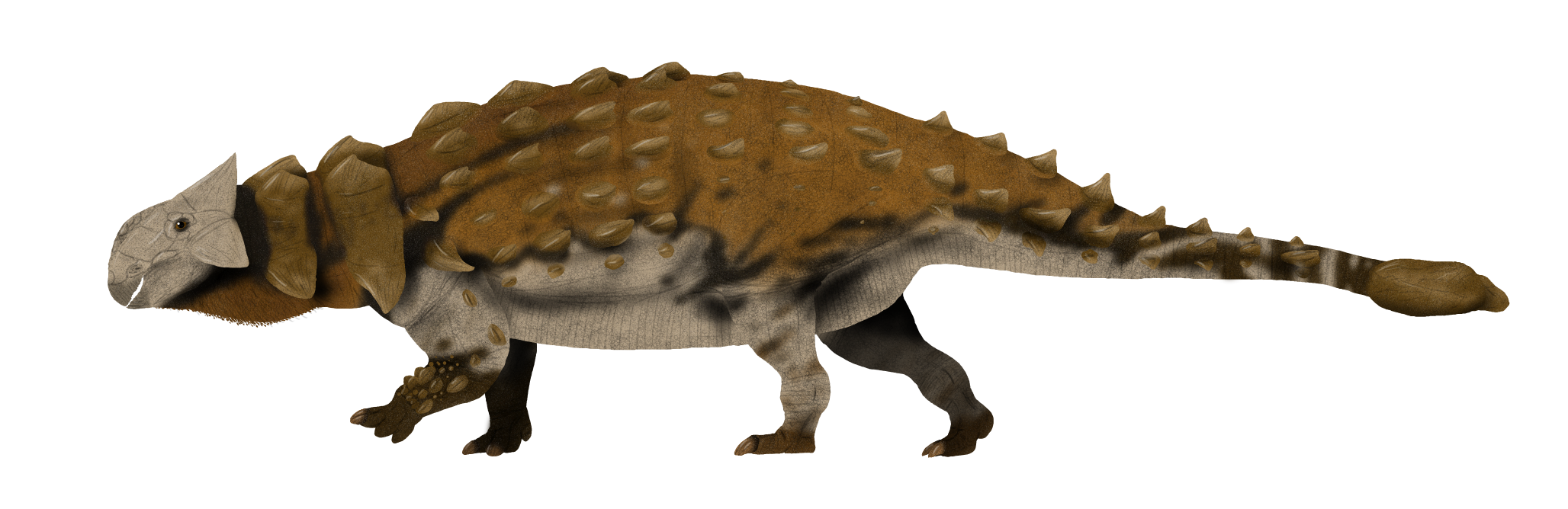
Ankylosaurus um anquilosaurídeo
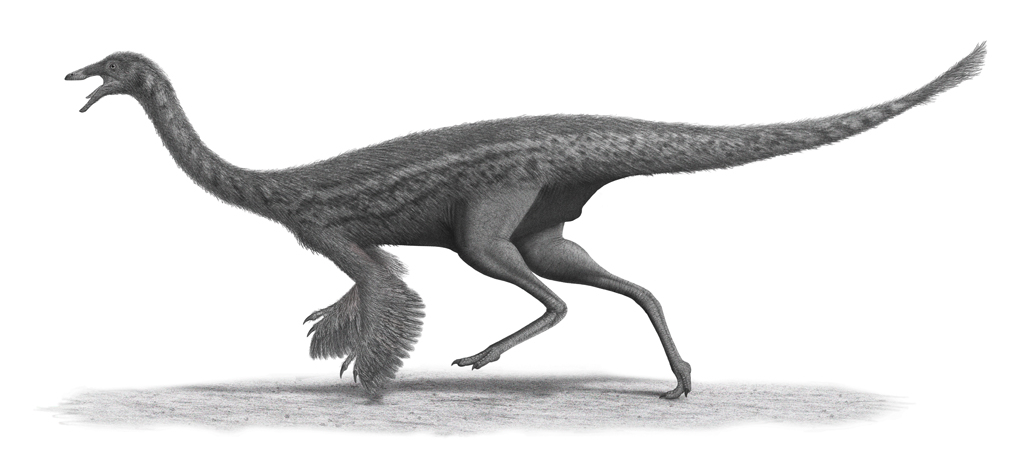
Gallimimus bullatos um terópode
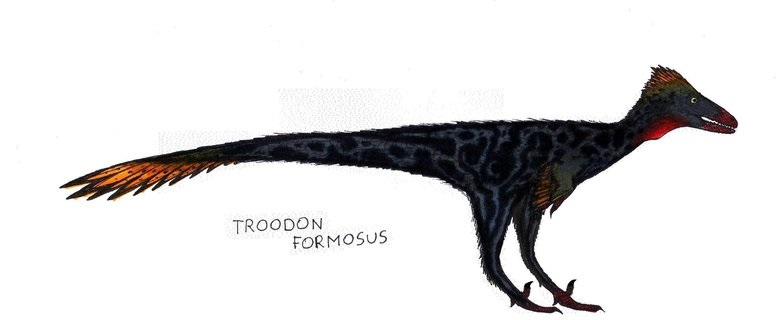
Troodonte um terópode
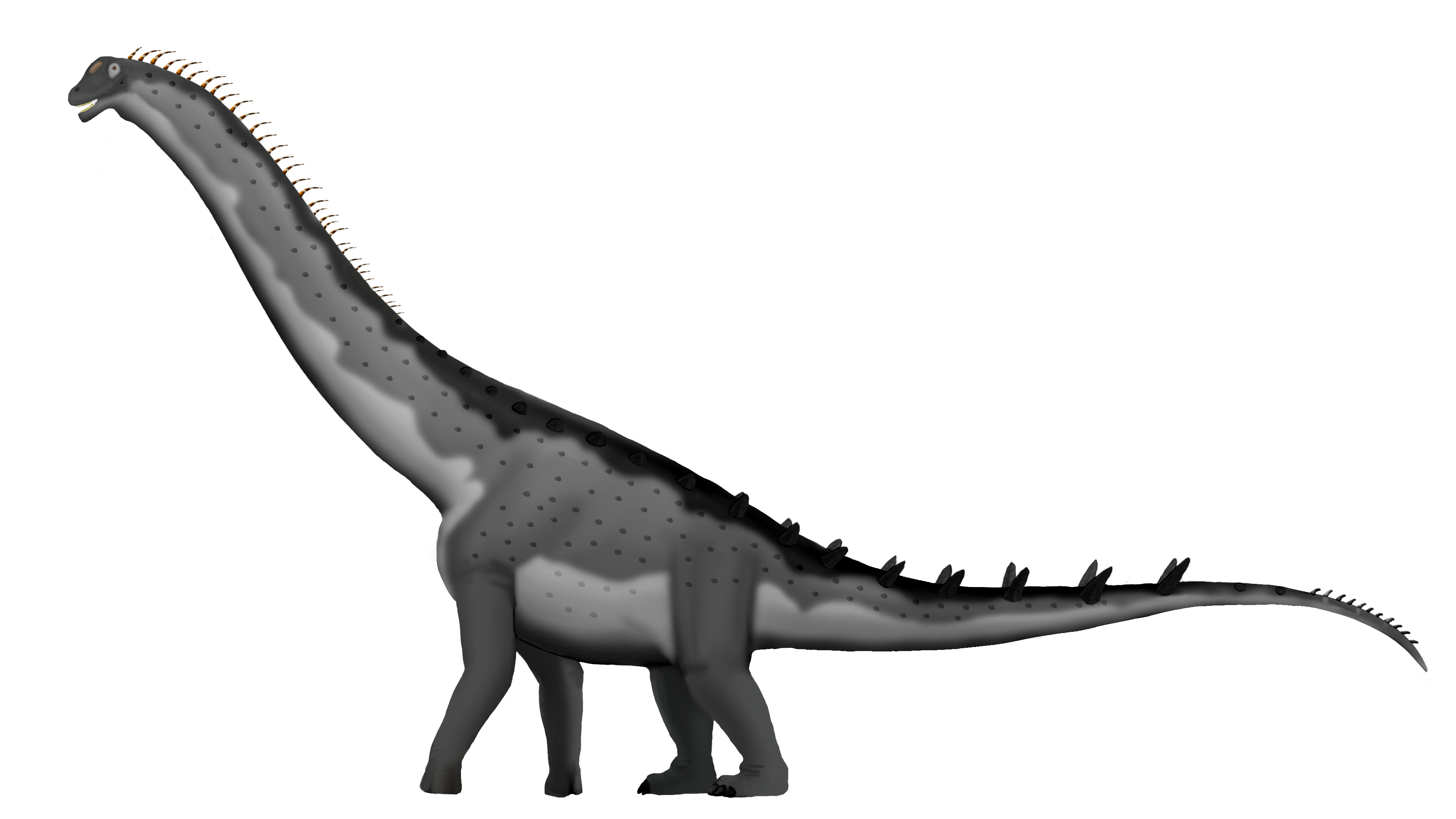
Alamosaurus um saurópode
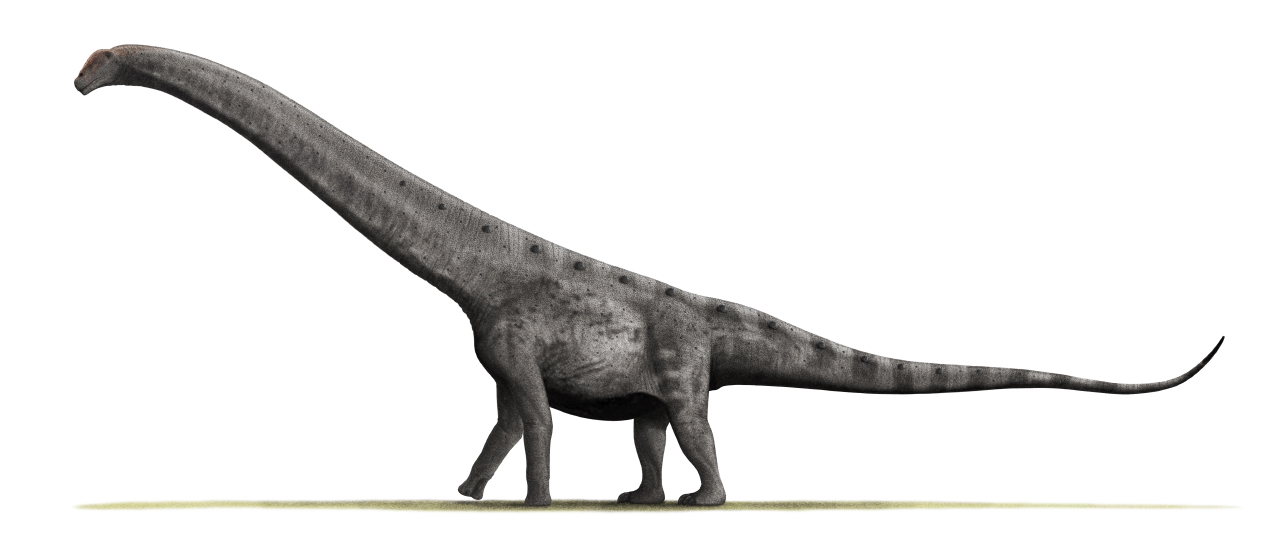
Argentinosaurus um saurópode
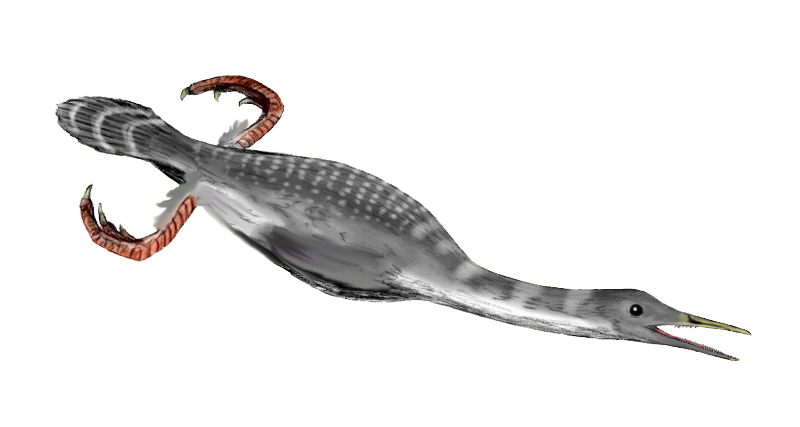
Hesperornis Uma ave
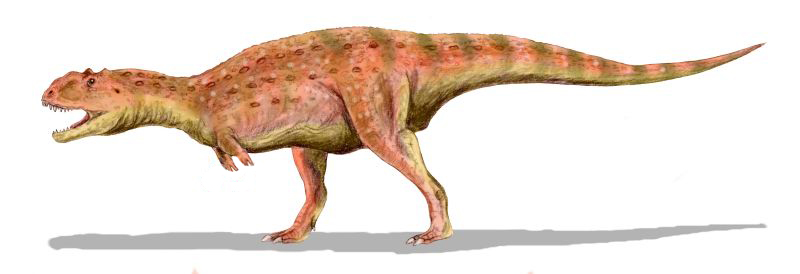
Majungasaurus, um abelisaurídeo
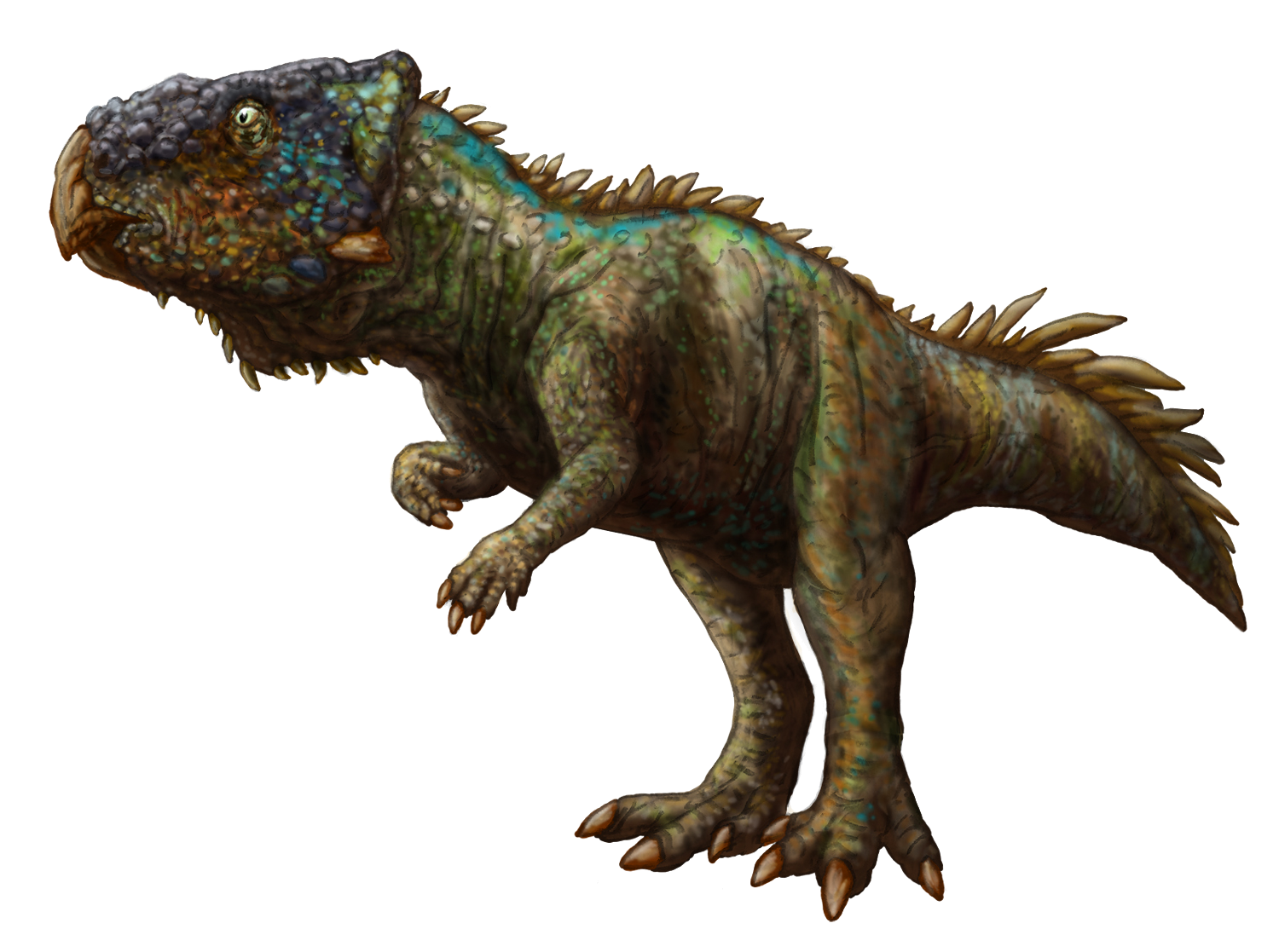
Helioceratops, um ceratopsiano
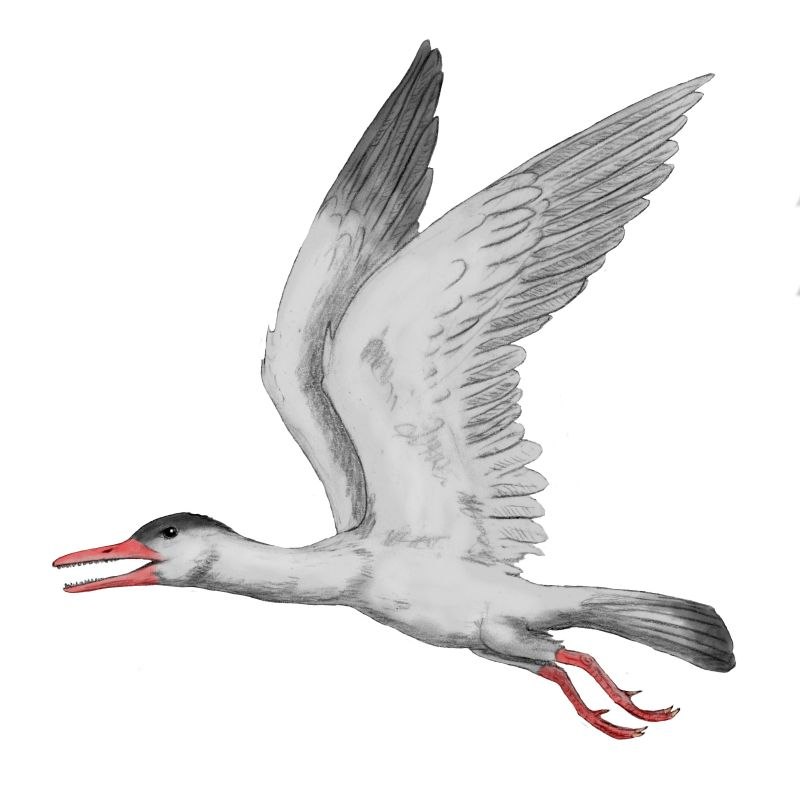
Ichthyornis dispar Uma ave

### Outros animais

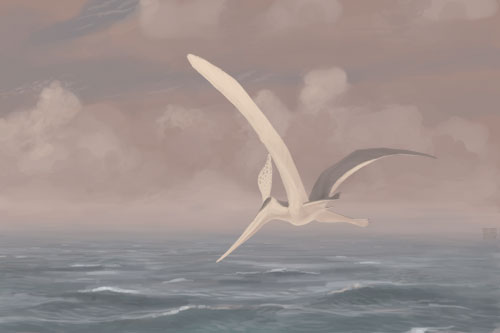
Pteronodon stembergi Um pterossauro
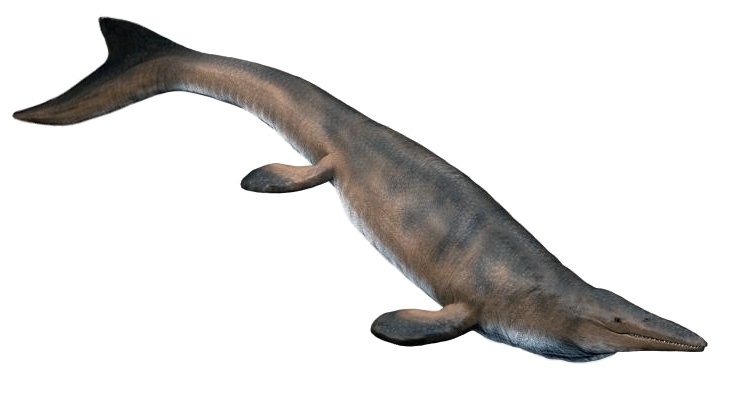
Mosasaurus um lagarto marinho
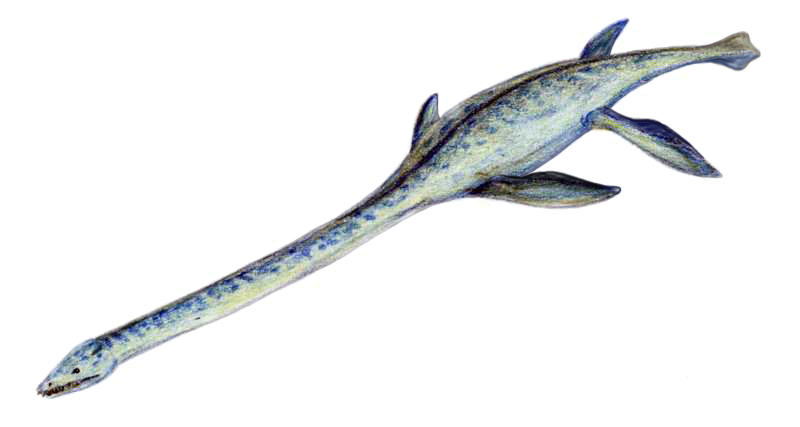
Elasmosaurus um plesiossauro
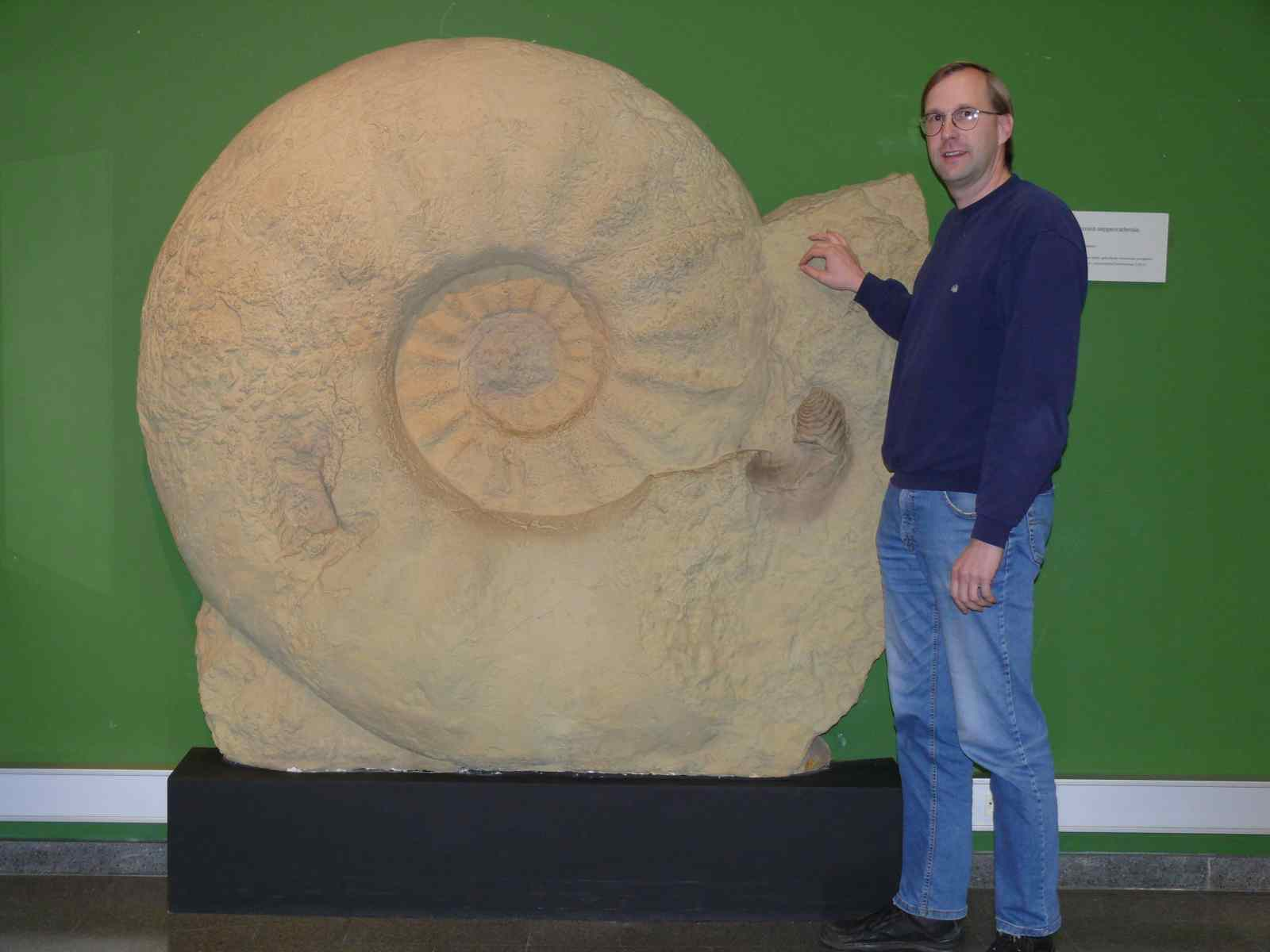
Parapuzosia seppenradensis um amonite
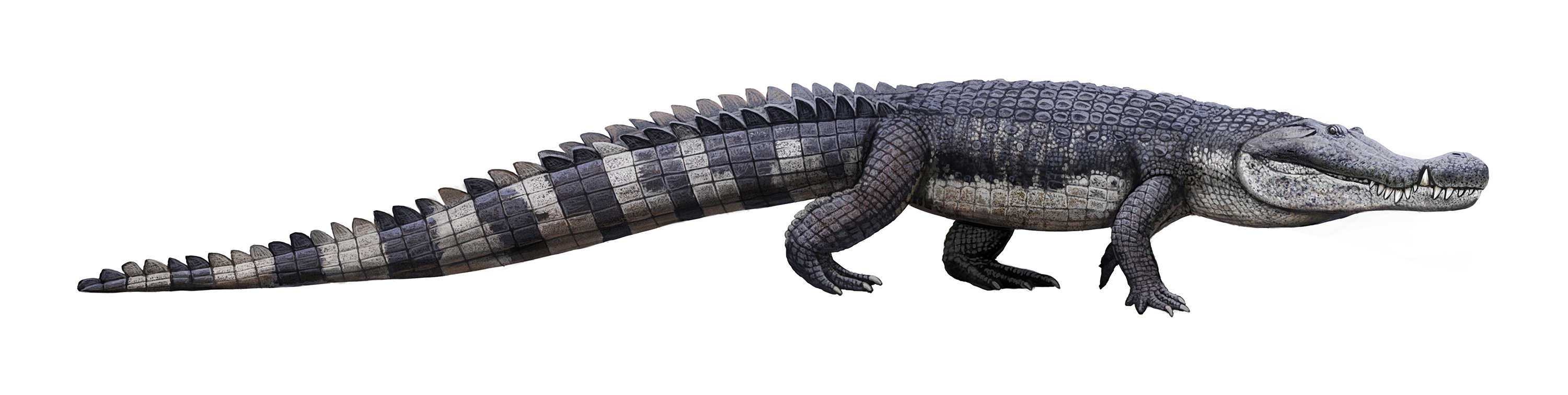
Deinosuchus riograndensis um crocodiliano
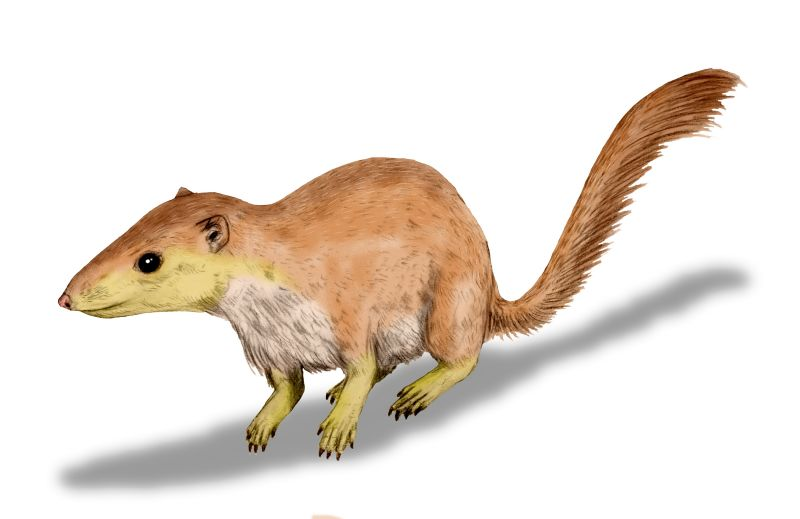
Purgatorius um mamífero
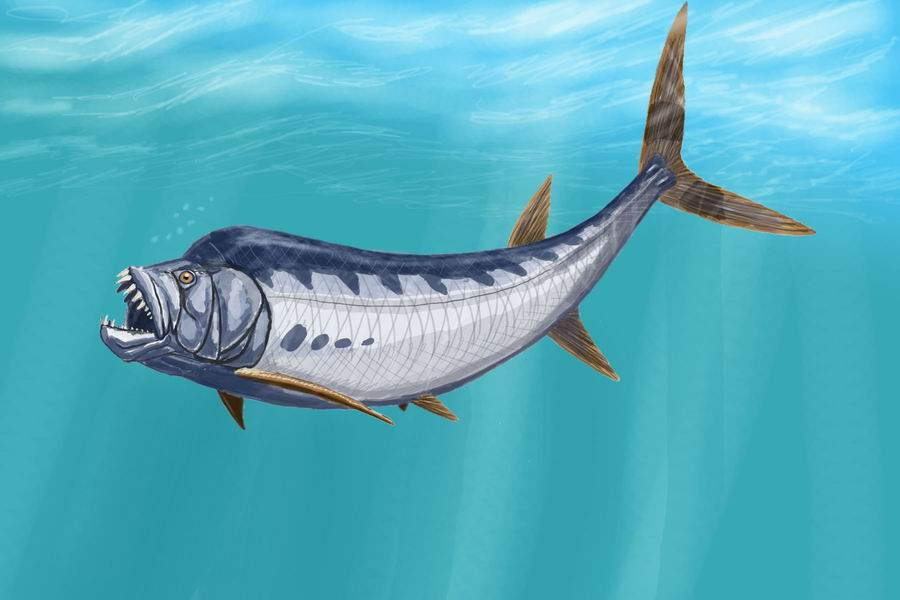
Xiphactinus audax Um peixe
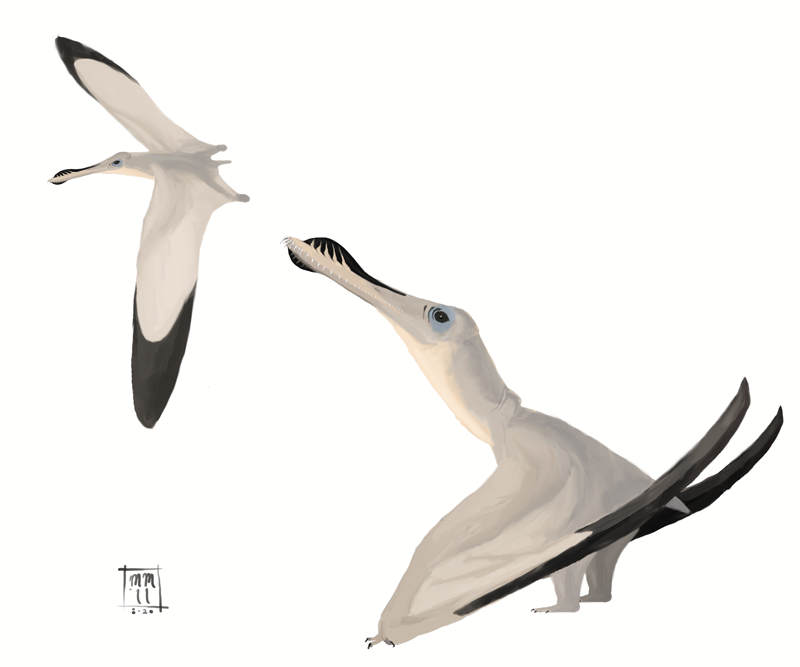
Anhanguera blittersdorffi Um pterossauro
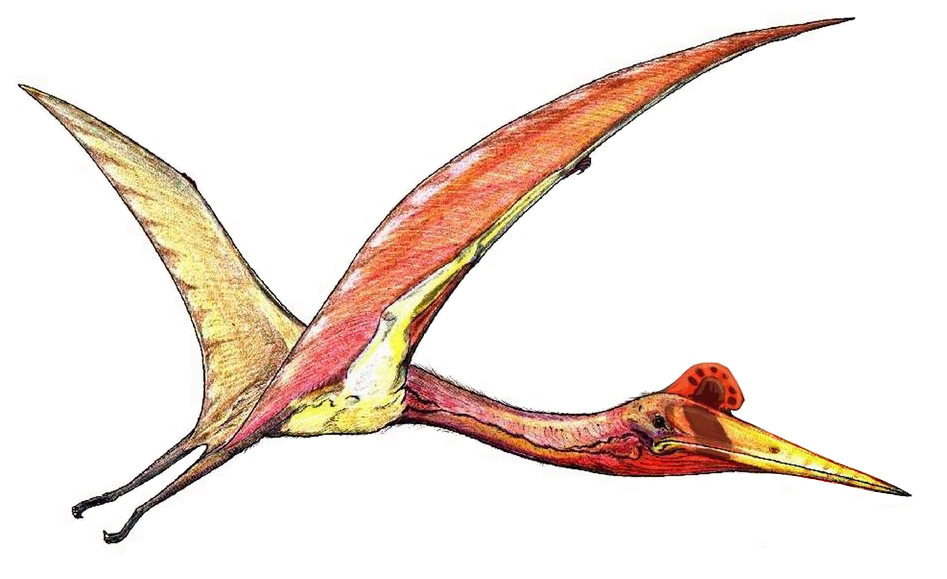
Quetzalcoatlus Um pterossauro
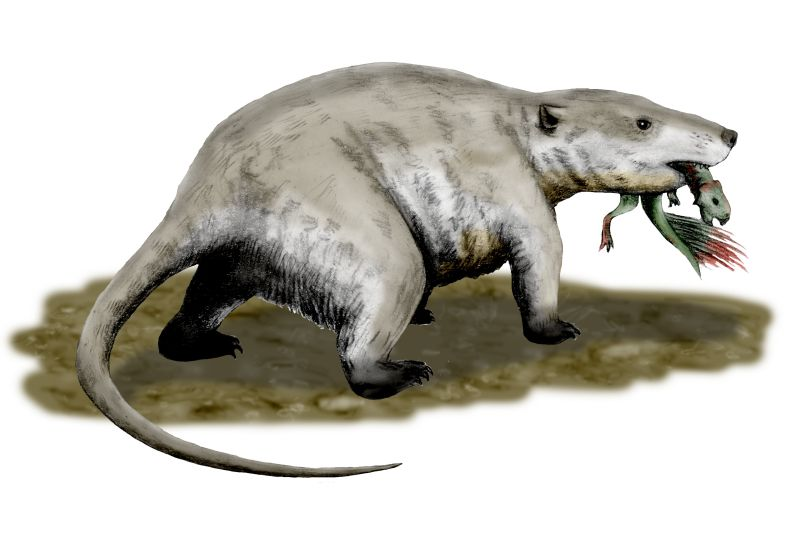
Repenomamus Um mamífero
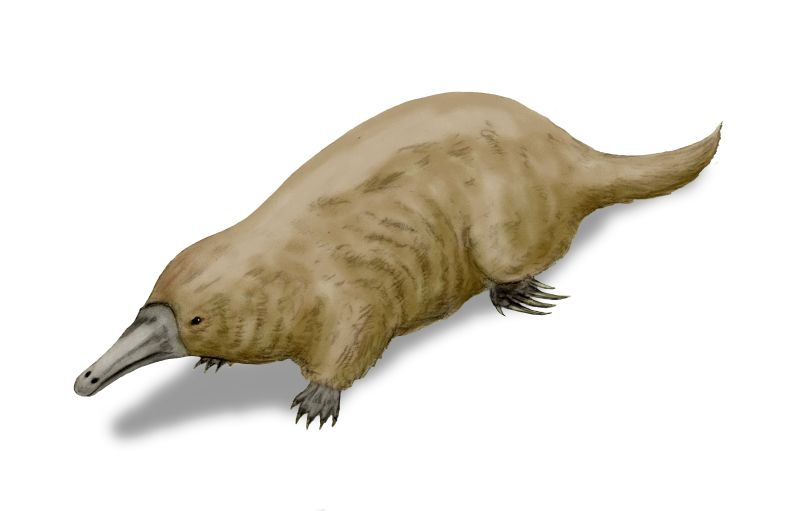
Steropodon Um mamífero
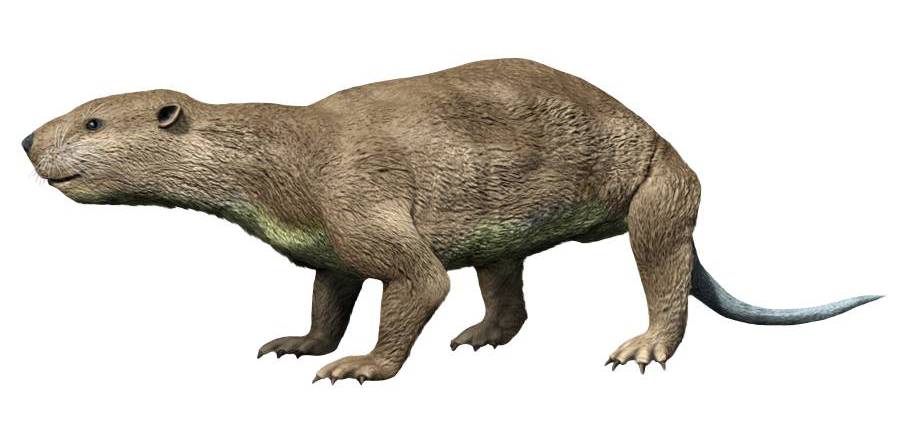
Didelphodon, um mamífero
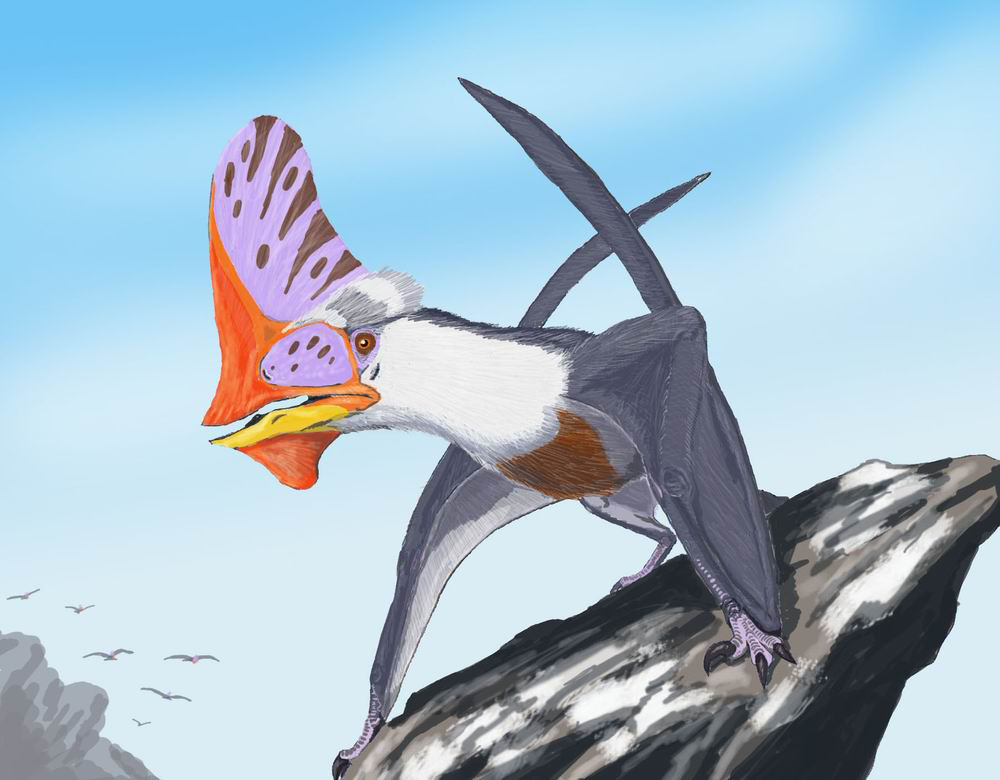
Tupandactylus navigans Um pterossauro
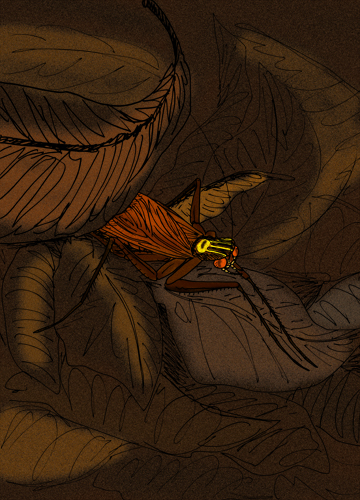
Manipulator modificaputis Um inseto

### Flora

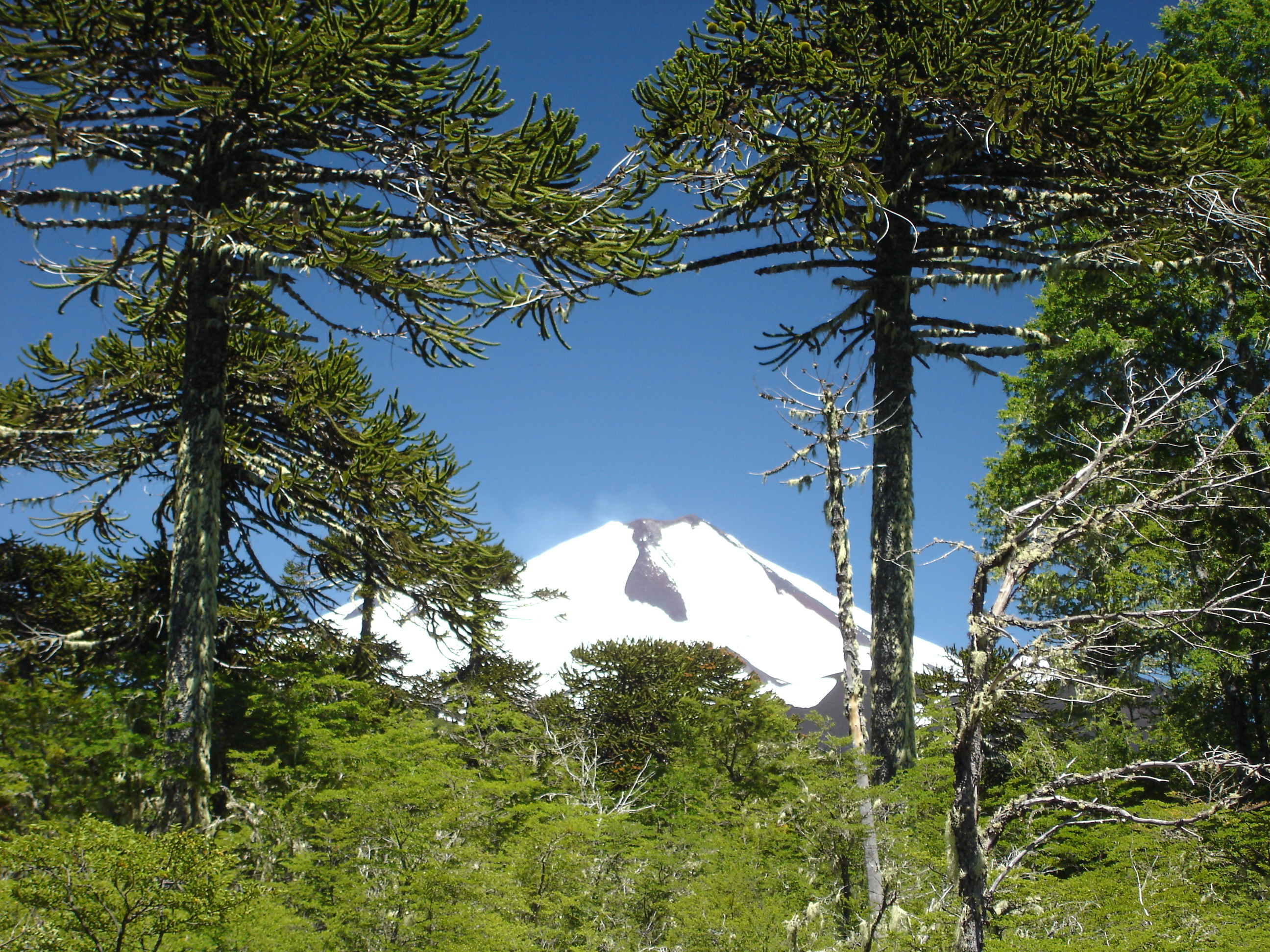
Embora os primeiros representantes das angiospermas tenham surgido no Cretáceo, a flora ainda era dominada por coníferas como a "Araucária" (aqui: Araucaria araucana moderna no Chile).